# Anomalopterygella alacerrima
Anomalopterygella alacerrima är en nattsländeart som först beskrevs av Schmid 1952.  Anomalopterygella alacerrima ingår i släktet Anomalopterygella och familjen husmasknattsländor. Inga underarter finns listade i Catalogue of Life.